# Freiheitsstrafe (Namibia)
Die Freiheitsstrafe in Namibia ist eine Form staatlicher Sanktion, um auf eine Straftat zu reagieren. Die Strafe wird wie in demokratischen Rechtssystemen üblich von einem unabhängigen namibischen Gericht durch ein Urteil ausgesprochen.
Die längste jemals in Namibia verhängte zeitliche Haftstrafe erhielt am 27. Mai 2015 ein 43-jähriger Mann. Wegen mehrfacher Vergewaltigung verurteilte ihn das Obergericht Windhoek zu 110 Jahren Haft. Zuvor wurde der Mann bereits zu 43 Jahren Haft verurteilt. Im September 2018 wurde eine zeitliche Haftstrafe von 80 Jahren verhängt.

## Grundlagen
Grundlage für das Strafmaß in Namibia bildet der Criminal Procedures Act of 1977. 2004 wurde dieser durch den Criminal Procedures Act of 2004, No. 24 ersetzt.
Er setzt Höchst- und Mindeststrafen sowie das allgemeine Vorgehen im Strafrecht fest und wird durch andere Gesetze ergänzt.

## Bemessung der Strafdauer
Je nach Tat sieht das namibische Strafrecht einen bestimmten Strafrahmen vor. Vergehen, die in die Freiheit des namibischen Volkes massiv eingreifen, werden mit besonderer Härte bestraft, ebenso solche Vergehen, die Bereiche der Lebensgrundlage der Namibier beeinträchtigen.
Höchstmaß in Namibia ist mit Einführung des Criminal Procedures Act seit 2004 die lebenslange Freiheitsstrafe ohne Möglichkeit der frühzeitigen Entlassung. Sie wird für schwerste Verbrechen angedroht, wie für Mord und Hochverrat, und darf nur vom Obergericht angewiesen werden. Bei Verhängung einer einfachen lebenslangen Freiheitsstrafe ist eine Entlassung frühestens nach 25 Jahren möglich.
Ist die Freiheitsstrafe nicht lebenslang, wird sie als zeitliche Freiheitsstrafe festgesetzt (Kapitel 34 Sentence, Absatz 307 Nature of Punishments) und darf für keinen Zeitraum von weniger als vier Tagen verhängt werden (34, 313). 
Für alle Vergehen, für die kein Strafmaß durch ein Gesetz festgelegt wurde, dürfen zeitliche Freiheitsstrafen von mindestens 100 Stunden und höchstens 2000 Stunden verhängt werden (34, 314). Eine Geldstrafe mit oder ohne ersatzweise zeitlicher Freiheitsstrafe darf festgesetzt werden (34, 316).
Ein Strafmaß unter dem Mindestmaß darf generell nur unter Berücksichtigung schwerster Lebensumstände des Täters verhängt werden.
Der zuständige Richter kann Freiheitsstrafen, die für zwei oder mehr gleichzeitig begangene Vergehen verhängt werden, parallel verbüßen lassen (Kapitel 34 Sentence, Absatz 310 Cumulative or concurrent sentences).
Seit einer Entscheidung des Verfassungsgerichts vom 6. Februar 2018 sind zeitliche Haftstrafen, die deutlich über die Lebenserwartung einer Person hinausgehen, „unmenschlich“. Es hatten zwei verurteilte Mörder geklagt, die jeweils für einen Doppelmord 60 Jahre Haft erhielten. Das Gericht setzte in einem Grundsatzurteil diese Haftstrafe auf zwei Mal lebenslänglich mit gleichzeitiger Verbüßung herab. Damit haben die Verurteilten die Chance nach 25 Jahren ihre Freilassung zu beantragen.

## Schwerste Straftaten
Schwerste Verbrechen in Namibia ziehen bei besonderer Schwere der Schuld nach Anlage 5, Abschnitt I des Gesetzes eine lebenslange Freiheitsstrafe mit oder ohne vorzeitige Entlassung nach sich.
In schweren Fällen von schwersten Straftaten (Anlage 5, Abschnitt II) werden diese grundsätzlich mit einer Mindeststrafe von 15 Jahren für Ersttäter, 20 Jahre für Zweittäter und 25 Jahre für Dritttäter bestraft, in normalen Fällen von schwersten Straftaten (Anlage 5, Abschnitt III) mit 10, 15 beziehungsweise 20 Jahren und in einfachen Fällen von schwersten Straftaten (Anlage 5, Abschnitt IV) mit 5, 7 beziehungsweise 10 Jahren zeitlicher Freiheitsstrafe bestraft. Kein niedriges Gericht darf diese Mindeststrafen um mehr als fünf Jahre überschreiten.

### Hochverrat
Der Hoch- oder Landesverrat kann auf Grundlage von Kapitel 34 Sentence, Absatz 309 Minimum Sentences for certain serious offences mit lebenslanger Freiheitsstrafe bestraft werden. Dieses setzt voraus, dass der Verrat zum Tode oder zur ernsthaften Bedrohung für ein Menschenleben geführt hat.

### Mord
Mord wird in Namibia mit bis zu lebenslanger Haftstrafe bestraft, bei besonderer Schwere der Schuld (nach Anhang 5 I des Gesetzes) ohne vorzeitige Möglichkeit der Entlassung, in anderen Fällen mit der Möglichkeit der frühzeitigen Entlassung nach mindestens 25 Jahren (Kapitel 34 Sentence, Absatz 309 Minimum Sentences for certain serious offences). Üblich sind zeitliche Haftstrafen von durchschnittlich etwa 40 Jahren.

### Vergewaltigung
Vergewaltigung zählt auch in Namibia zu den schwersten Straftaten. Die Höhe der Freiheitsstrafen für Vergewaltigung sind im Combating of Rape Act, No. 8 of 2000 festgelegt.
Das Strafmaß beträgt je nach Schwere der Schuld, Umstände, Alter der vergewaltigten Person und Beziehungsstand zum Opfer sowie Vorgehen bei der Vergewaltigung, zwischen mindestens 5 Jahren und 15 Jahren. Bei Wiederholungstat zwischen 10 Jahren und nicht weniger als 45 Jahren. In besonders schweren Fällen wird eine lebenslange Freiheitsstrafe verhängt, die mit und ohne Möglichkeit der vorzeitigen Entlassung nach frühestens 15 Jahren verhängt werden kann (Kapitel 34 Sentence, Absatz 309 Minimum Sentences for certain serious offences).
Ein neuer Gesetzesvorschlag zum Combating of Rape Act aus Februar 2022 sieht für Ersttäter eine Mindeststrafe von zehn Jahren, für Wiederholungstätern von 45 Jahren vor.

### Raub
Raub kann in besonders schweren Fällen, in denen Leib und Leben beeinträchtigt wurde, nach Kapitel 34 Sentence, Absatz 309 Minimum Sentences for certain serious offences, 3(d) mit einer lebenslangen Freiheitsstrafe geahndet werden. Eine frühzeitige Entlassung ist in weniger schweren Fällen nach frühestens 15 Jahren möglich.
Einfache Raubdelikte können mit einer zeitlichen Freiheitsstrafe bestraft werden.

### Viehdiebstahl
Vieh- bzw. Nutztier-Diebstahl gehörte in Namibia mit Erlass des Stock Theft Amendment Act of 2004 als Anpassungsverordnung des Stock Theft Act of 1990 zu den schweren Straftaten.
Das Gesetz wurde jedoch seit Januar 2010 überprüft, veranlasst durch eine Klage eines zu 20 und eines zu 30 Jahren verurteilten Straftäters wegen Unmenschlichkeit und Verstoß gegen die namibische Verfassung. Am 10. März 2011 hatte das Obergericht das Gesetz als verfassungswidrig erklärt und somit der Klage stattgegeben. Begründet wurde dieses vor allem mit der unverhältnismäßigen Abschreckungswirkung im Verhältnis zum Schutz der Menschenwürde.
Mit Erlass der Verordnung 2004 waren für Viehdiebstahl Strafen im Verhältnis zum Wert des gestohlenen Viehs und der Tatsache ob es sich um einen Erst- oder Wiederholungstäter handelt verhängt worden:
- Ersttat
  - Vieh mit einem Wert von weniger als 500 Namibia-Dollar (N$): Freiheitsstrafe von nicht weniger als 2 Jahren
  - Vieh mit einem Wert von mehr als N$ 500: Freiheitsstrafe von nicht weniger als 20 Jahren
- Wiederholungstat: Freiheitsstrafe von nicht weniger als 30 Jahren.

Nutztierdiebstahl, außer von Geflügel, durfte nicht durch eine Geldstrafe abgegolten werden (Abschnitt 14, Absatz 2).

## Verbüßen der Freiheitsstrafe
Die Freiheitsstrafe wird in Namibia in einer vom Ministerium für Sicherheit eingerichteten und überwachten Justizvollzugsanstalt verbüßt. Bei schweren Straftaten geschieht dieses immer in der Windhoeker Justizvollzugsanstalt.